# Вјен (река)
Вијен (фр. Vienne) је река у Француској. Дуга је 363 km. Улива се у Лоару. 